# Jack Mahfar
 (décembre 2015).
Jack Mahfar est un homme d'affaires iranien né le 14 mars 1931 à Ispahan (Iran). Il a travaillé durant de nombreuses années dans le commerce des médicaments et a eu l'idée de créer des usines de fabrication de médicaments en Iran, mais le projet a été enterré à l'avènement de la Révolution islamique de l'ayatollah Khomeini. Grâce à son action philanthropique en Iran, en Europe, en Israël et aux États-Unis, il a obtenu de nombreuses marques d'honneur, notamment la Légion d'Honneur française, et la Médaille de Distinction du Président de l’État d’Israël.

## Famille et études
Jack Mahfar est un homme d'affaires et philanthrope réputé auprès des Juifs d'Iran. Il est né le 14 mars 1931 dans le quartier juif de Joubara, à Ispahan.
Son nom de naissance était Zekharya. Sa mère s'appelait Manzal et son père Hadh Hillel Mah Guerefteh. La famille, composée de sept personnes (dont trois garçons et deux filles), vivait dans une pièce en argile qui comportait un débarras à l'arrière et une cave.
C'était un quartier pauvre, situé près de deux autres quartier juif, appelés Dardacht et Golbahar. Le quartier, aux rues étroites, était entièrement construit de maisons en argile. Les habitants vivaient dans la crainte permanente d'actes de violence de la part des bandits musulmans incités par les religieux. Ceux-ci pillaient les biens des juifs, les blessaient et les humiliaient[réf. souhaitée]. Les élèves de l'école juive eurent aussi à subir les méfaits de ces voyous[non neutre] durant leur trajet à l'école ou à leur retour chez eux.
À cette époque, les Juifs avaient interdiction de pratiquer de nombreuses professions en Iran, et c'est pourquoi  presque tous avaient des occupations qui rapportaient peu, notamment colporteur ou épicier. Cependant, au fil du temps, la situation des Juifs s'améliora, et une partie des restrictions fut levée. En conséquence, ils franchirent la barrière de la pauvreté, et parvinrent à améliorer leur niveau de vie. 
Mahfar passa les quatre premières années de l'école primaire dans une école missionnaire du nom de Behecht Ayn. Il passa ensuite à l'école Alliance jusqu'à la fin du lycée, puis à l'école générale ADAB. Le niveau d'enseignement dans toutes ces écoles était relativement élevé.
À l'âge de 12 ans, il rejoignit le mouvement Héhaloutz (le pionnier) ou il fut introduit à la culture israélienne et à la langue hébraïque.

## Affaires et commerce
Son premier contact avec le commerce des médicaments et la médecine eut lieu à l'époque où un médecin juif du nom de Dr Manzour-Allah proposa à son père de l'autoriser à l'accompagner dans ses déplacements aux villages de la région pour lui servir d'assistant. Le Dr Manzour-Allah était un médecin itinérant qui visitait les villages proches de la ville, où il soignait les malades. En échange, il recevait des poulets, des œufs et autres denrées alimentaires. Le médecin donnait à Jack une petite part de ses revenus quotidiens. Mahfar faisait de temps en temps également du colportage à l'intérieur de la ville : il achetait du savon, des brosses et marchandises semblables et les proposait aux passants dans la rue. 
En 1948, son père fut atteint de tuberculose. À cette époque en Iran, c'était une maladie dangereuse et presque incurable. Les traitements à Ispahan n'étaient pas efficaces, c'est pourquoi il fut décidé de le transférer à Téhéran. En conséquence, Jack fut contraint d'interrompre ses études en classe de 11e, et d'accompagner son père pour le soigner dans l'un des hôpitaux de la capitale. Il fut également obligé de chercher du travail pour nourrir la famille. 
Il commença à travailler à la pharmacie Rey, au sud de Téhéran, en tant qu'apprenti. L'endroit appartenait au Dr Moussa Beral, l'un des notables de la communauté juive de la ville. Il travaillait seize heures par jour, comme garçon de courses, en échange du maigre salaire quotidien de 3 tomans. En dépit de cela, ce travail lui conféra une expérience très importante dans le monde des affaires et l'aida à monter ses propres affaires quelques années plus tard. 
Il créa la compagnie Mahfar, et réussit au fil du temps à obtenir la franchise de plusieurs grandes compagnies européennes de médicaments. Les affaires prospérèrent peu à peu, et la compagnie embaucha des dizaines de médecins, promoteurs et autres employés. À un stade ultérieur, il obtint les permis de fabrication de plusieurs médicaments en Iran même.
Depuis le début de sa réussite dans le monde des affaires, Mahfar avait également entamé une activité philanthropique dans le but de servir la communauté et le pays. Dans le cadre de cette activité, il aidait la majeure partie du personnel de la compagnie à acquérir des appartements. Il finança également la construction de dix écoles pour les habitants des régions pauvres, sur demande de l’État. Il aida aussi à la construction d'une maison de retraite et de trois écoles juives.
Les années qui suivirent, il présenta un plan détaillé au général Dr Abdel-Karim Lyadi, le médecin privé du Shah et également directeur du service médical de l'armée iranienne, en vue de la construction d'une manufacture de fabrication de médicaments pour l'armée, ordonné par le Shah, afin de faire baisser les coûts, épargner les devises et même exporter les médicaments vers les pays voisins. Le projet pouvait même aider à introduire de nouvelles technologies dans l'industrie iranienne.
La compagnie suédoise Astra de fabrication de médicaments fut parmi les premières qui promurent avec succès cette initiative. Plusieurs sociétés suisses, italiennes et hollandaises se montrèrent également intéressées. Il fut convenu de concrétiser le projet en coopérant avec le Département d'Intendance civile de l'Armée (ETEKA), qui serait le principal fournisseur de médicaments pour les unités de l'armée. Le projet avança et en arriva même aux stades sensibles, et un accord fut signé avec la compagnie Astra. L'accord eut même la bénédiction du roi en personne (également en tant que commandant suprême de l'armée iranienne). Cependant, le projet fut enterré avec le début des émeutes qui conduisirent à la Révolution islamique de février 1979.
Durant les années de son activité commerciale en Iran, Mahfar lia des contacts de connaissances et d'affaires avec de nombreuses personnalités influentes du pays dans les domaines thérapeutique et médical, notamment le Dr Manouchehr Eghbal, qui fut nommé en 1957 Premier Ministre d'Iran, le Dr Iyadi, et le Dr Jahan-Shaah Salah, qui était ministre de la santé. Il fut même l'un des dirigeants de la communauté juive, et son action lui valut l'estime de M. Habib Elghanian le leader de la communauté juif, et du Grand Rabbin d'Iran, Yédidya Shofet.

## L'émigration d'Iran
Peu après la Révolution islamique, et à la suite de la prise de contrôle du régime révolutionnaire sur la majeure partie des secteurs financiers et commerciaux bénéficiaires du pays, Mahfar fut contraint de renoncer à la propriété de la compagnie Mahfar, de la transférer sous l'autorité du régime, et de renoncer à tous ses droits sur cette société. Accompagné du représentant officiel du régime, il se rendit dans les pays européens pour régler le transfert des droits à la propriété de l’État. 
Peu de temps après l'accomplissement de la mission, en 1979, il fut contraint de quitter l'Iran avec sa famille et de s'exiler. La famille habita au début à Los Angeles, aux États-Unis. Mais après un bref séjour, elle commença à chercher un autre lieu d'habitation, et investit finalement à Genève. 
Dans sa nouvelle maison, Mahfar réussit à redresser ses affaires en repartant presque de zéro, et à prospérer en peu de temps. À Genève, il lia des contacts amicaux avec des notables de la communauté juive et publique, y compris avec le juriste Maurice Abrahms, ancien ambassadeur des États-Unis aux instances onusiennes de Genève, qui créa ensuite l'organisation UN Watch pour suivre les activités des institutions de l'ONU. 

## Au service de l'Humanité
Alors qu'il était encore dans ses jeunes années, Mahfar établit un lien avec l’État d’Israël. Il se lia d'amitié avec Yigal Allon, durant son mandat de Ministre des affaires étrangères, et établit des relations avec de nombreux dirigeants de l’État et des membres politiques et de la société. Il fut en contact avec Itshak Rabin, Ariel Sharon et Ehud Barak, qui officièrent tous les trois un temps comme Premier ministre de l’État d’Israël. Il se lia d'amitié également avec Ezer Weizman, qui fut président de l’État. Parallèlement, il apporta une aide philanthropique aux établissements culturels, médicaux et scientifiques d’Israël. C'est pourquoi il se vit attribuer des marques d'appréciation et de nombreuses distinctions honorifiques.

## Les distinctions honorifiques
Dans sa localité de Genève, Mahfar établit des relations d'amitié et de coopération également avec les dirigeants de la communauté juive de France, et se fit aider par eux dans ses efforts pour faire libérer treize Juifs arrêtés à Chiraz (au sud de l'Iran), sous l'accusation d'« espionnage en faveur d’Israël ». Il sollicita l'aide de Kofi Annan, alors secrétaire général des Nations unies. Grâce à ses efforts et à d'autres, Nicolas Sarkozy, le Président français, décida de lui décerner la croix de chevalier de la Légion d'honneur.
En Israël aussi, il créa deux synagogues et finança la construction de plusieurs autres établissements médicaux, y compris des cabinets dentaires dans les quartiers pauvres de plusieurs villes. Dans le cadre de son action dans les affaires culturelles, il contribua au financement de la publication de dizaines de livres dans les domaines académique et littéraire. Il rejoignit également le conseil d'administration de l'entreprise culturelle Encyclopedia Iranika, à New York pour apporter sa contribution à l'Iran et à sa merveilleuse culture[non neutre].
Grâce à toute cette activité philanthropique, Shimon Peres lui décerna la Médaille du Président le 30 janvier 2014. Il fut parmi les quelques non-Israéliens qui eurent cet honneur, aux côtés d'Henry Kissinger, de Bill Clinton, de Barack Obama, ainsi que d'Angela Merkel.

## Sources
- Le livre De jeune coursier à grand entrepreneur, les mémoires de Jack Mahfar .
- Article, "Comment être Persan et Juif"
- Le Magazin Payam, Numero 704, 814, 816, 954, 990
- Film en Persan "Menashe Amir Sur le Livre de Mahfar
- Le mensuel Rah-Avard, Los Angeles L'été 2012
- Critique sur le Livre (en Persan) par Amir-Hossein Dayani
- Article, "اعطای مدال افتخار ریاست جمهوری اسرائیل به ژاک ماهفر یهودی"
- Site web, "آفرینی - خاطرات ژاک ماهفر - بازگشت به .."
- Article, " رونمایی از کتابی تازه درباره زندگی یهودیان ایران‌زمین - فردا"
- Le mensuel Rah-Avard, Los Angeles, été 2012